# Xã Batavia, Quận Clermont, Ohio
Xã Batavia (tiếng Anh: Batavia Township) là một xã thuộc quận Clermont, tiểu bang Ohio, Hoa Kỳ. Năm 2010, dân số của xã này là 23.280 người.